# Söderstadion
Söderstadion – stadion położony w Sztokholmie w Szwecji. Jego nazwa w dosłownym tłumaczeniu oznacza "Stadion południowy". Został otwarty w 1966 roku, chociaż w miejscu, na którym stoi istniały wcześniej inne boiska piłkarskie. Jest areną zmagań klubu piłkarskiego Hammarby IF. Söderstadion może pomieścić między 15 600–16 197 widzów, w zależności od potrzeb.